# Harlem Cultural Festival
Le Festival culturel de Harlem, 1969 (en anglais : 1969 Harlem Cultural Festival), également connu sous le nom de « Woodstock noir » (en anglais : Black Woodstock), est un événement culturel américain organisé à New York.

« Vous êtes prêts à démolir le monde blanc, à incendier les bâtiments ? Vous êtes prêts ? Vous êtes prêts à construire un monde noir ? »

— (Are you ready..., Nina Simone / The Last Poets, 17 août 1969)

## Histoire
Originellement, le Harlem Cultural Festival a été fondé, organisé et promu par Tony Lawrence, un chanteur de calypso et de jazz de New York, qui, après entre autres un concert à Montmartre en avril 1964, se lance dans la programmation d'événements culturels sur la côte Est,. Il a été inauguré pour la première fois à l'angle de la 129e et de la 7e Avenue à Harlem, sur St Nicholas Church Park en juillet 1967. Tony travaillait pour le New York City Department of Parks and Recreation et associa les Cultural Affairs, le service culturel de la ville. Le festival se renouvela en 1968, mais c'est le festival de 1969 qui laissera une trace dans l'histoire des manifestations culturelles afro-américaines. 
Lors de l'ouverture du Harlem Cultural Festival en juin 1969 se produisent, devant 100 000 spectateurs, entre autres Nina Simone,, B.B. King, Max Roach, Stevie Wonder âgé de 18 ans, Mahalia Jackson, prennent également la parole des leaders de la communauté afro-américaine comme Jesse Jackson, Marcus Garvey Jr ou le maire de l'époque  John Lindsay,.  
C'est de fait la 13e manifestation culturelle managée par Tony qui compte sur la communauté pour « prendre possession des jardins publics », tandis qu'« a Whithy Man on The Moon » (comme le chantera Gil Scott Heron) occupe en mondovision la planète. Elle prévoit six dimanches musicaux gratuits sponsorisés par les cafés Maxwell House — geste résolument politique et dans la lignée du Black Color is Beautiful, car, ironiquement, Tony Lawrence, le producteur du festival, s'associait depuis quatre ans, au Tea Council of the USA, un lobby qui cherchait à promouvoir la consommation de thé parmi les jeunes. Les musiciens se tiennent sur une grande estrade installée au Mount Morris Park. C'est de loin le plus important festival de la ville sur les plans culturels et politiques. On y vient pour célébrer la musique et la culture afro-américaine, mais pas seulement, et promouvoir la politique de la poursuite de la fierté noire. L'inauguration eut lieu le 13 juin et la clôture se fit le 24 août. Il n'y eut pas que des concerts, mais beaucoup de débats, de meetings, et d'échanges au sein des communautés ; les commerçants furent mobilisés, ainsi que les écoles de danse et musique de Harlem.  
Les services du New York City Police Department, n'ayant finalement pas voulu assurer le service d'ordre, celui-ci sera relayé par des membres du Black Panther Party, évitant ainsi tout débordement,,.  
Un cumul de 300 000 personnes auront assisté aux différents concerts, étalés sur six journées.  
Plusieurs équipes de tournage et d'enregistrement furent conviées. 
Les dimanches musicaux commençait à partir 14-15 heures et portait chacun sur un thème.
Les concerts ont été diffusés sur la station de télévision affiliée au WNYW Metromedia Channel 5 de New York (désormais la FOX) le samedi soir suivant chaque concert, à partir de 22h30.
Le producteur, Hal Tulchin, recueillit près de 50 heures de pellicule : les rushes sont restés pendant plus de quarante ans invisibles,,,.
Victime du racisme ambiant ce festival fut injustement oublié,.
En 2019 est célébré le cinquantenaire de ce festival,.

## Concerts
- 29 juin : Soul & Jazz
  - The Fifth Dimension
  - Abbey Lincoln
  - The Edwin Hawkins Singers
  - George Kirby (en)
  - Babatunde Olatunji
  - Max Roach
- 13 juillet : Gospel et spoken words
  - Mahalia Jackson
  - The Staple Singers
  - Herman Stevens & The Voices of Faith
  - Reverend Jesse Jackson & The Operation Breadbasket Band
- 20 juillet : Soul & Funk
  - Stevie Wonder
  - David Ruffin
  - Chuck Jackson
  - Gladys Knight & The Pips
  - Lou Parks Dancers
- 27 juillet : Musiques caraïbes
  - Mongo Santamaria
  - Ray Barretto
  - Cal Tjader
  - Herbie Mann
  - Harlem Festival Calypso Band
- 17 août : Blues & Jazz
  - Nina Simone
  - BB King
  - Hugh Masekela
  - Harlem Festival Jazz Band
  - Sly and the Family Stone[20]
- 24 août : Talents locaux de Harlem
  - Miss Harlem Pageant [mannequin] — Black is beautiful / Kwame Brathwaite (en)
  - La Rocque Bey & Co. — LaRocque Norvel Wright (1937–1990), chorégraphe de Harlem
  - Listen My Brothers & Co

## Documentaire
- 2021 : Summer of Soul (...Or, When the Revolution Could Not Be Televised), de Questlove